# Silvio Piola
Silvio Piola (* 29. September 1913 in Robbio; † 4. Oktober 1996 in Gattinara) war ein italienischer Fußballspieler.

## Karriere
Der Mittelstürmer Silvio Piola ist der erfolgreichste Torschütze in der Geschichte des italienischen Fußballs. In seiner langen Karriere in der Serie A erzielte er zwischen 1930 und 1954 insgesamt 274 Tore (Ligarekord). Seine erfolgreichste Zeit hatte er allerdings in den 1930er Jahren. Zunächst spielte er von 1930 bis 1934 bei der US Pro Vercelli, doch erst als er 1934 zu Lazio Rom ging, wurde er 1935 auch italienischer Nationalspieler und bei der Fußball-Weltmeisterschaft 1938 in Frankreich Weltmeister. Gemeinsam mit Giuseppe Meazza war er der beste Spieler des Turniers und erzielte fünf Tore (zwei davon im Finale gegen Ungarn). Bei dieser Weltmeisterschaft legte er den Grundstock für seine Legende. Die italienischen Fans nannten ihn aufgrund seiner Torgefährlichkeit Silvio Gol. Im Viertelfinale spielte Italien gegen Gastgeber Frankreich und Silvio Piola entschied das Spiel mit zwei Treffern zum 3:1 für Italien. Die französischen Zeitungen nannten ihn daraufhin Henker der Franzosen. Piola machte sich schon zu Lebzeiten unsterblich, indem er den Fallrückzieher zu solcher Perfektion brachte, dass dieser nach ihm benannt wurde (Piola-Rückzieher).
Seine Karriere wurde 1943 durch den Zweiten Weltkrieg unterbrochen, als der Spielbetrieb der Serie A eingestellt wurde und es schien, dass dies das Ende der großen Karriere von Silvio Piola gewesen war. Im Jahr 1945 stand er jedoch in der ersten Saison nach dem Krieg wieder bei Juventus Turin auf dem Platz. Seine Karriere beendete er zwischen 1947 und 1954 beim norditalienischen Provinzclub Novara Calcio. Sein letztes Länderspiel für Italien bestritt er 1952 im Alter von 39 Jahren.
Bis zur Saison 1979/80, als er von Dino Zoff übertroffen wurde, hatte Piola mit 537 Ligaspielen die meisten Einsätze in der Serie A aufzuweisen.

## Erfolge

### Als Nationalspieler
- Weltmeister: 1938

### Persönliche Auszeichnungen

#### Torschützenkönig
- Capocannoniere: 1936/37 (21 Tore), 1942/43 (21 Tore)

## Weiteres
In Borgo Vercelli, Vercelli und Galliate sind Stadien nach Silvio Piola benannt.